# Arachis hypogaea
L'arachide (Arachis hypogaea L., 1753; dal greco antico: αραχίδα?, arakhida) è una pianta erbacea appartenente alla famiglia delle Fabacee (o Leguminose), originaria del Sud America ampiamente coltivata per i suoi semi eduli.
I semi sono chiamati arachidi, spagnolette, noccioline americane, bagigi, scachetti, caccaetti, giapponi o cecini, nocelle.

## Descrizione
È una pianta annuale erbacea con fusto eretto, pubescente, che raggiunge un'altezza fra i 30 e gli 80 cm.
L'apparato radicale dell'arachide è fittonante, con molte radici secondarie ricche di tubercoli ben visibili e ad intensa attività azotofissatrice.
Le foglie sono portate opposte, composte paripennate ognuna formata da quattro foglioline lunghe da 1 a 6 centimetri e larghe 0,5–3,5 cm. Le foglioline mostrano nictinastia, ovvero sono in grado di chiudersi durante le ore notturne.
I fiori sono tipicamente papillionati, del diametro di 2–4 cm, di colore giallo con venature rossastre. Sono portati sugli steli fiorali fuori terra e durano solo un giorno.
I frutti sono dei lomenti, lunghi da 2 a 5 centimetri, contenente da 1 a 4 semi.Il peduncolo dei fiori, una volta avvenuta l'impollinazione e la fecondazione, si allunga interrando l'ovario. I frutti si sviluppano quindi sottoterra (geocarpia). L'epiteto specifico (hypogaea) fa riferimento proprio a questa particolarità.
Il numero cromosomico è 4n = 40.
Come la maggior parte dei legumi, le arachidi ospitano, nei loro noduli radicali, batteri simbiotici che fissano l'azoto atmosferico rendendolo disponibile.

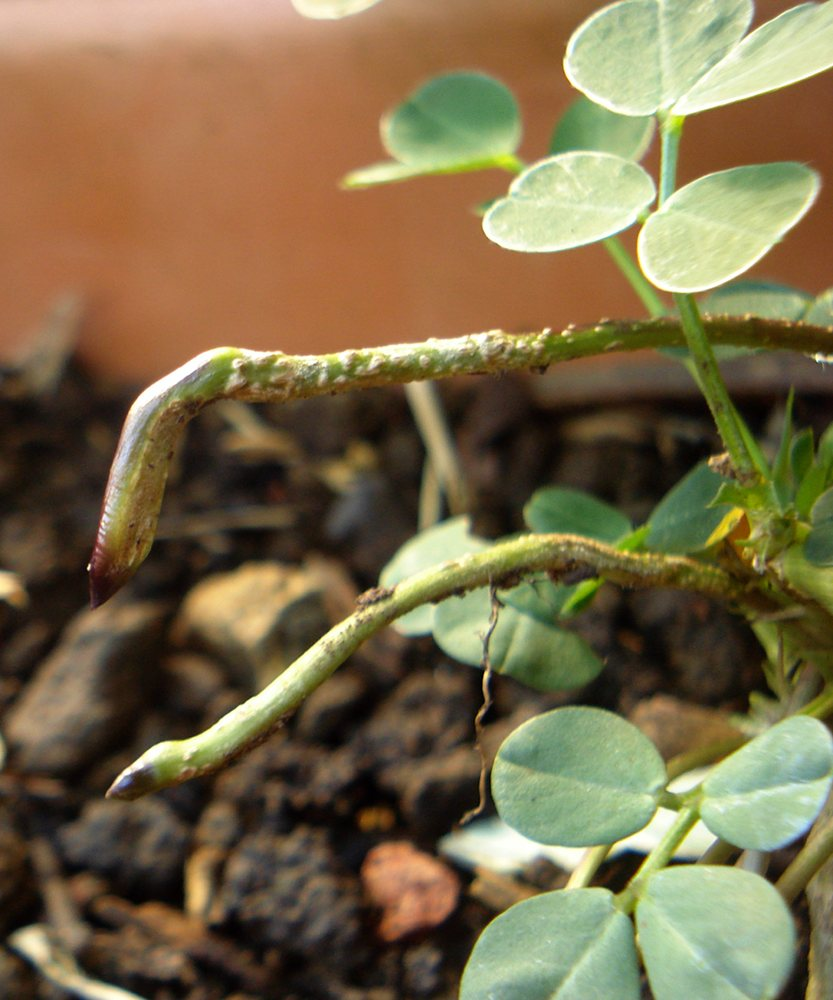
Piccioli di arachide con all'apice l'ovario fecondato che si dirigono verso il terreno per interrarsi.

## Origini e storia
Si ritiene che l'arachide coltivata si sia originata dall'ibridazione di Arachis duranensis e Arachis ipaensis. L'ibrido iniziale sarebbe stato sterile, ma il raddoppio spontaneo del numero cromosomico ha ripristinato la sua fertilità, formando quello che viene definito un anfidiploide o allotetraploide. L'analisi genetica suggerisce che l'ibridazione potrebbe essersi verificata una sola volta dando origine a Arachis monticola, una forma selvatica che si trova in alcune aree limitate nel nord-ovest dell'Argentina o nella Bolivia sud-orientale, dove oggi si trovano le razze di arachide con le caratteristiche più selvatiche.
Il processo di domesticazione ha reso A. hypogaea decisamente differente dai suoi parenti selvatici. Le piante coltivate sono più compatte, un frutto diverso con semi più grandi. Dal principale centro di origine in Bolivia, la coltivazione si diffuse e formò centri secondari e terziari di biodiversità in Perù, Ecuador, Brasile, Paraguay e Uruguay. Nel tempo, si sono evolute migliaia di ecotipi di arachidi riuniti in sei varietà e due sottospecie.
I più antichi resti archeologici conosciuti di frutti di arachide sono datati a circa 7600 anni fa, ritrovati in Perù, dove le condizioni climatiche secche sono favorevoli alla conservazione del materiale organico, e potrebbero riferirsi sia ad una specie selvatica che era in coltivazione sia ad A. hypogaea nella prima fase della domesticazione.
L'arachide è spesso raffigurata nell'arte precolombiana.
In Italia è stata introdotta verso la metà del XVIII secolo e da allora la coltivazione si è estesa, con alterne vicende, a tutto il territorio nazionale, senza però assumere mai una grande importanza.

## Produzione
| I 15 maggiori produttori di arachide nel 2018 | I 15 maggiori produttori di arachide nel 2018 |
| Paese                                         | Produzione (tonnellate)                       |
| --------------------------------------------- | --------------------------------------------- |
| Cina                                          | 17 332 600                                    |
| India                                         | 6 695 000                                     |
| Nigeria                                       | 2 886 987                                     |
| Sudan                                         | 2 884 000                                     |
| Stati Uniti                                   | 2 477 340                                     |
| Birmania                                      | 1 599 149                                     |
| Tanzania                                      | 940 204                                       |
| Argentina                                     | 921 231                                       |
| Ciad                                          | 893 940                                       |
| Senegal                                       | 846 021                                       |
| Guinea                                        | 770 105                                       |
| Niger                                         | 594 162                                       |
| Camerun                                       | 594 019                                       |
| Brasile                                       | 563 347                                       |
| Ghana                                         | 521 032                                       |
| Mondo                                         | 45 950 900                                    |

## Coltivazione
Le arachidi crescono meglio in terreni leggeri, sabbiosi e limosi con un pH di 5,9–7. La loro capacità di fissare l'azoto atmosferico riduce la necessità di fertilizzante contenente azoto e migliora la fertilità del suolo.

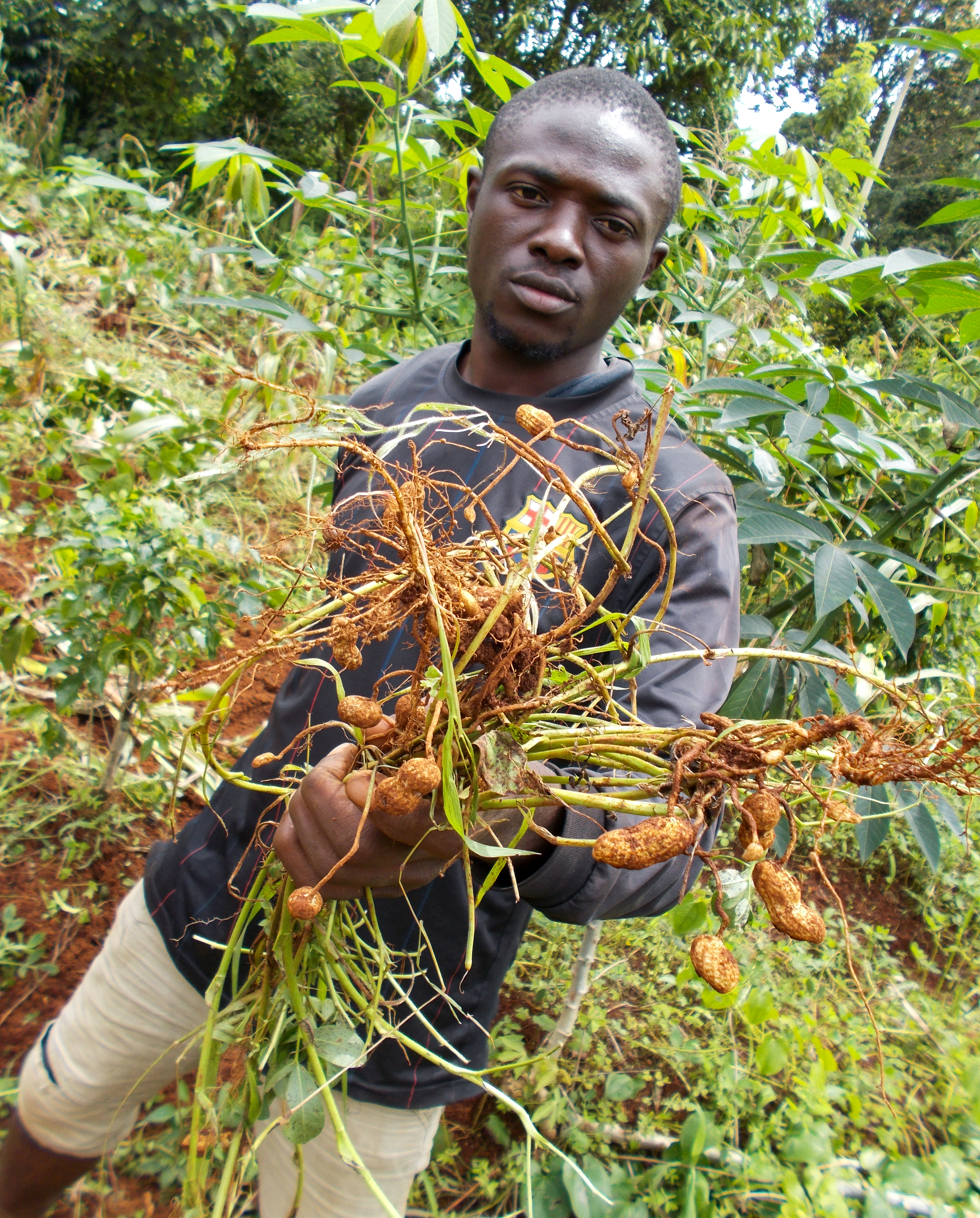
pianta di arachide estratta dal terreno per raccogliere i frutti

Per svilupparsi bene, le arachidi hanno bisogno di un clima caldo durante la stagione vegetativa. Possono essere coltivati con un minimo di 350 mm di acqua,  ma per ottenere le migliori rese occorrono almeno 500 mm.
A seconda delle condizioni di coltivazione e della cultivar di arachidi, la raccolta avviene in genere da 90 a 130 giorni dopo la semina per la sottospecie Arachis hypogea ssp. fastigiata e 120-150 giorni dopo la semina per la sottospecie Arachis hypogea ssp. hypogaea.
Le piante di arachidi hanno fioritura scalare ovvero continuano a produrre fiori durante lo sviluppo dei frutti: al fine di massimizzare la resa quindi i tempi del raccolto sono importanti. Se è troppo presto, troppi baccelli saranno acerbi; se troppo tardi, i baccelli si staccheranno dallo stelo e rimarranno nel terreno.  Per la raccolta, l'intera pianta, compresa la maggior parte delle radici, viene rimossa dal terreno. La raccolta, comunque, in Italia avviene generalmente tra settembre e ottobre, ma possiamo trovare le arachidi nei mercati italiani praticamente tutto l'anno.
Dopo che le arachidi si sono asciugate all'aria, vengono trebbiate, rimuovendo i baccelli di arachidi dalle radici.  È particolarmente importante che le arachidi siano asciugate correttamente e conservate in condizioni asciutte: l'umidità infatti favorisce la crescita di Aspergillus flavus fungo che produce sostanze tossiche e altamente cancerogene chiamate aflatossine.
Nel 2017 la produzione mondiale di arachidi è stata di 47 milioni di tonnellate, guidata dalla Cina con il 36% del totale mondiale, seguita dall'India (20%). Altri produttori significativi sono stati gli Stati Uniti, la Nigeria, il Myanmar e il Sudan. I principali esportatori nel 2017 sono stati l'India con 601.849 tonnellate, che rappresentano il 32% delle esportazioni totali mondiali (1,9 milioni di tonnellate) e gli Stati Uniti con il 16% delle esportazioni totali.

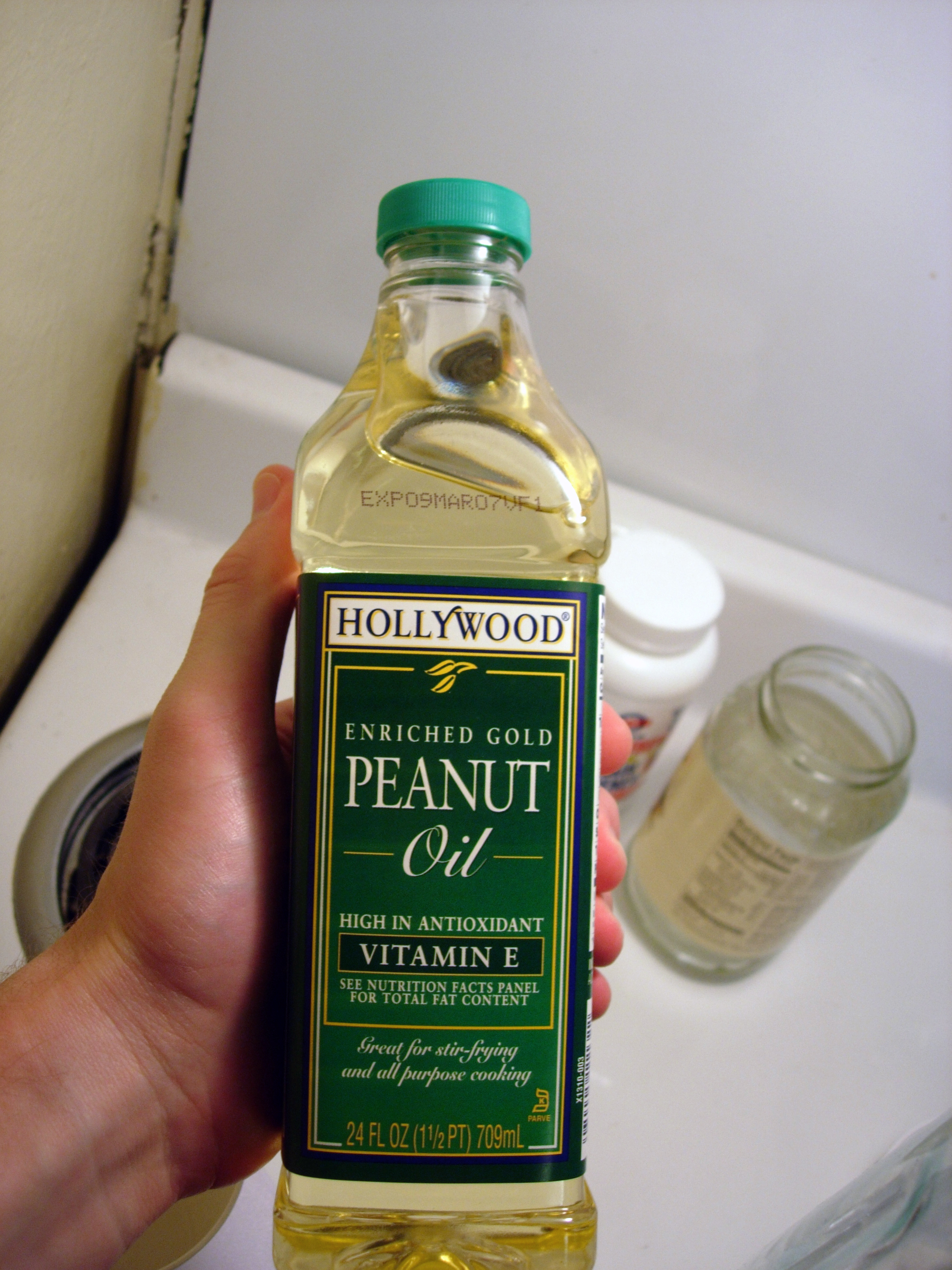
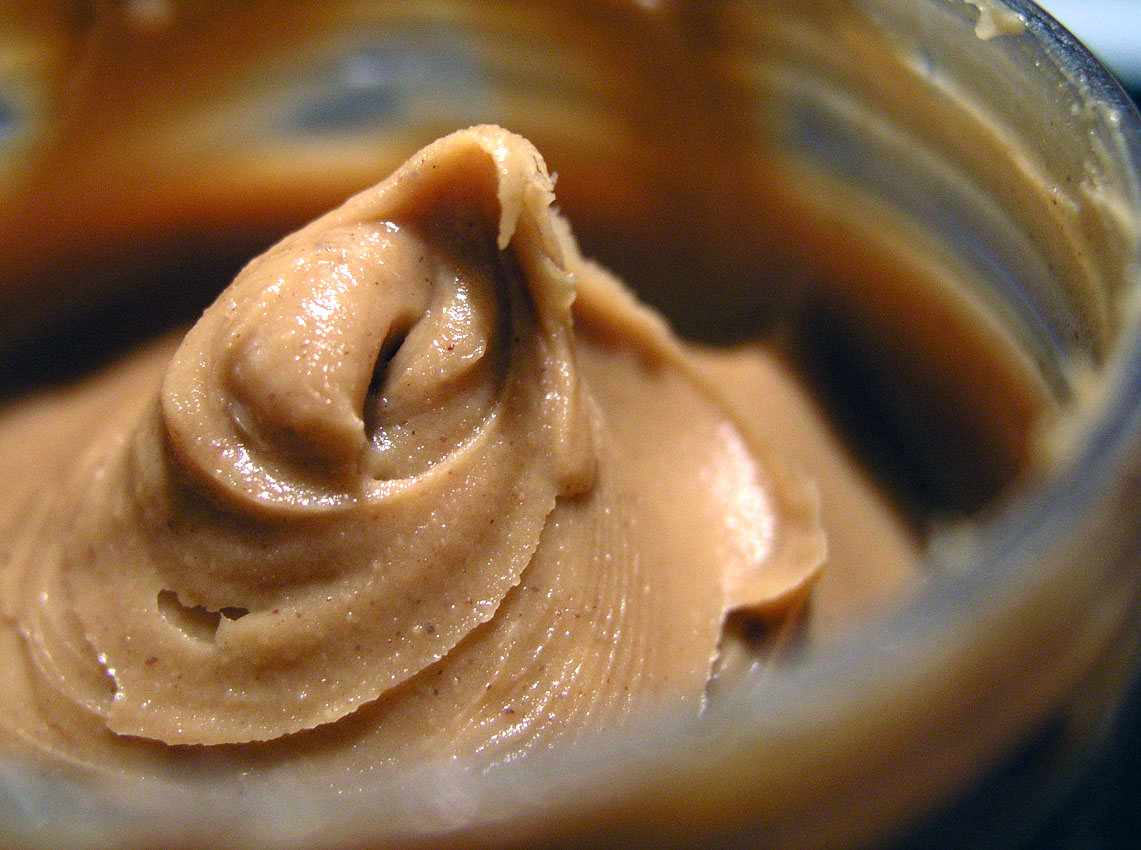
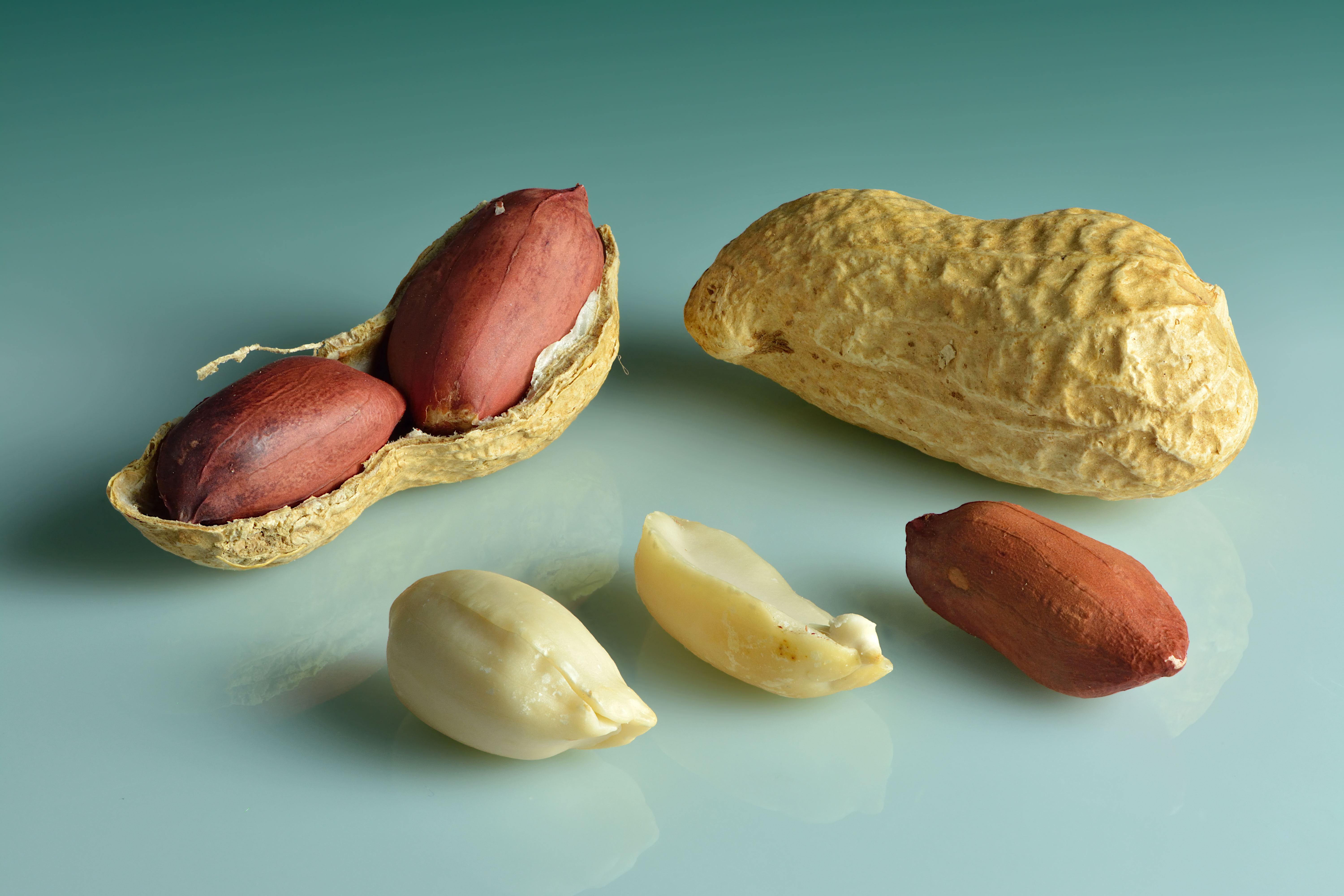
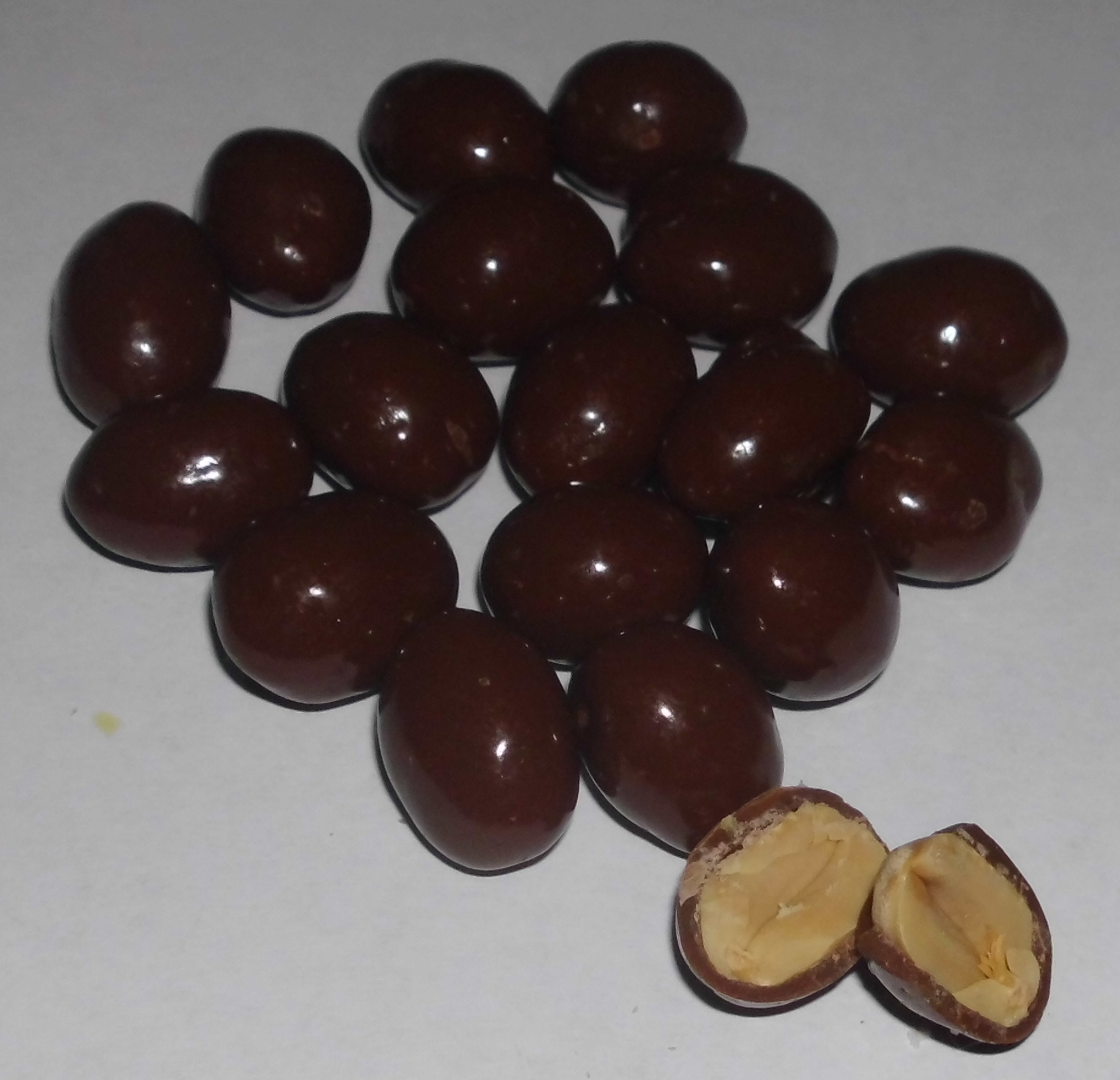